# 6 días de Antibes
Los 6 días de Antibes fue una prueba de marcha atlética que se disputó entre 2009 y 2012 en esa ciudad francesa en el marco del French Ultra Festival. Era la única prueba de marcha de 6 días que se celebraba en el mundo. 

## Historia

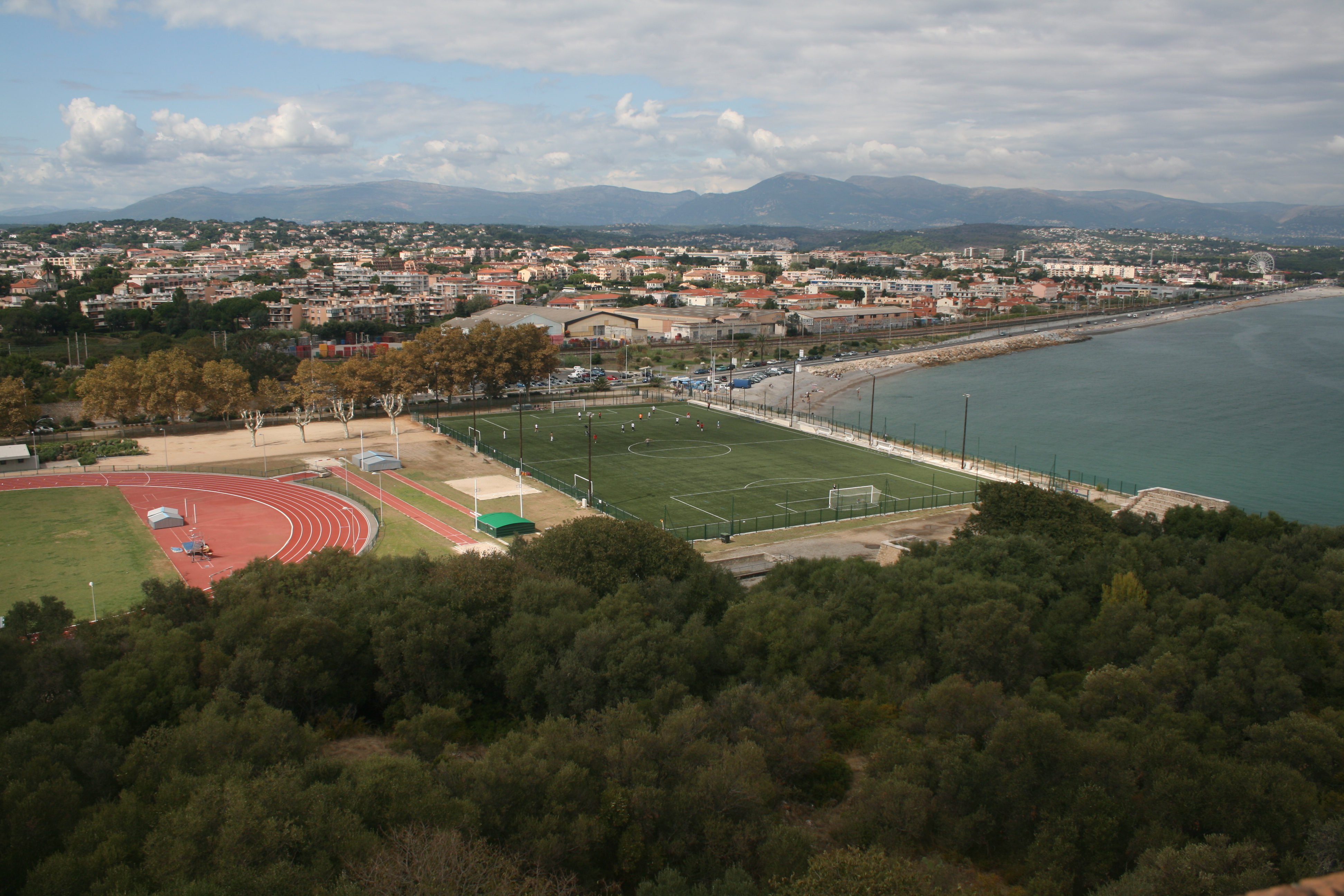

La prueba de los 6 días marcha fue introducida en el French Ultra Festival de Antibes en 2009, coincidiendo con su cuarta edición. La competición, controlada por los jueces de la Federación Francesa de Atletismo, se disputó en un circuito de entre 1.025 y 1.295 metros ubicado en la zona deportiva del Stade du Fort Carré. El comité organizador estaba encabezado por Gérard Cain. Conjuntamente con la prueba de 6 días se disputaban competiciones de 72 y 48 horas.

## Palmarés

### Masculino
| Año  | Vencedor            | Nacionalidad | Marca      | Fecha         |
| ---- | ------------------- | ------------ | ---------- | ------------- |
| 2009 | Bernardo José Mora  | España       | 637,230 km | 7-13 de junio |
| 2010 | Alain Grassi        | Francia      | 701,892 km | 6-12 de junio |
| 2011 | Dominique Naumowicz | Francia      | 665,225 km | 5-11 de junio |
| 2012 | Bernardo José Mora  | España       | 581,182 km | 3-9 de junio  |

### Femenino
| Año  | Vencedora        | Nacionalidad | Marca      | Fecha         |
| ---- | ---------------- | ------------ | ---------- | ------------- |
| 2009 | Simone Niclass   | Suiza        | 228,009 km | 7-13 de junio |
| 2010 | Josiane Pannier  | Francia      | 473,972 km | 6-12 de junio |
| 2011 | Nicoletta Mizera | Italia       | 616,025 km | 5-11 de junio |
| 2012 | Martina Haussman | Alemania     | 552,498 km | 3-9 de junio  |

## Mejores marcas de la prueba

### Masculinas

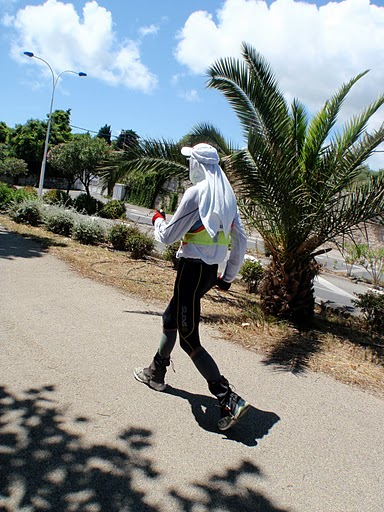
El francés Alain Grassi, autor de la mejor marca conseguida durante los 6 días de Antibes: 701,892 km

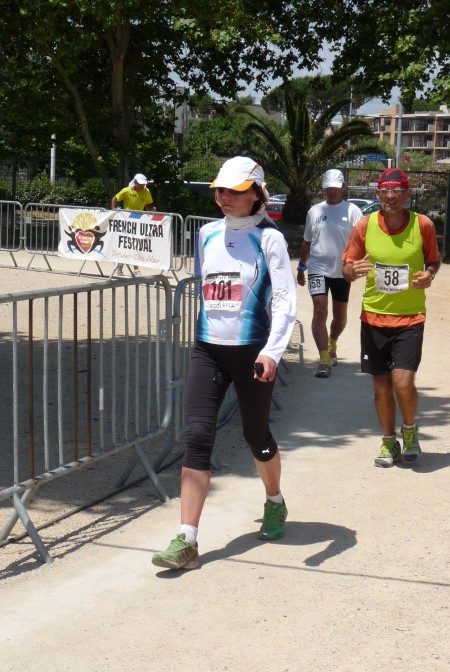
Nicoletta Mizera (ITA), plusmarquista mundial femenina con 616,025 km

| Marca      | Atleta              | Nacionalidad    | Fecha                 |
| ---------- | ------------------- | --------------- | --------------------- |
| 701,892 km | Alain Grassi        | Francia         | 6-12 de junio de 2010 |
| 665,225 km | Dominique Naumowicz | Francia         | 5-11 de junio de 2011 |
| 641,773 km | Bernardo José Mora  | España          | 5-11 de junio de 2011 |
| 581,198 km | Philippe Emoniére   | Francia         | 5-11 de junio de 2011 |
| 555,555 km | Stéphane Pallé      | Francia         | 6-12 de junio de 2010 |
| 543,217 km | Daniel Dalphin      | Francia         | 3-9 de junio de 2012  |
| 541,312 km | Patrick Lailler     | Francia         | 6-12 de junio de 2010 |
| 536,153 km | Jaroslav Prückner   | República Checa | 3-9 de junio de 2012  |
| 532,336 km | Bernabé Rodríguez   | España          | 7-13 de junio de 2009 |
| 531,976 km | Christer Svensson   | Suecia          | 5-11 de junio de 2011 |
| 522,751 km | Thierry Lebrun      | Francia         | 5-11 de junio de 2011 |
| 512,822 km | Jean Claude Courcy  | Francia         | 6-12 de junio de 2010 |
| 493,357 km | Zoltan Czukor       | Hungría         | 6-12 de junio de 2010 |
| 481,617 km | Serge Le Maner      | Francia         | 3-9 de junio de 2012  |
| 476,662 km | Alain Martinez      | Francia         | 7-13 de junio de 2009 |
| 471,382 km | Frédéric Lescure    | Francia         | 6-12 de junio de 2010 |
| 460,115 km | Yves Rabreau        | Francia         | 3-9 de junio de 2012  |
| 420,397 km | Patrick Pierre      | Francia         | 3-9 de junio de 2012  |
| 415,070 km | Laurent Cornichon   | Francia         | 3-9 de junio de 2012  |
| 405,426 km | Michel Lheritier    | Francia         | 7-13 de junio de 2009 |
| 376,176 km | Santiago Seguí      | España          | 5-11 de junio de 2011 |
| 347,794 km | Bernard Bouliteau   | Francia         | 3-9 de junio de 2012  |
| 330,050 km | Frédéric Boulonne   | Francia         | 5-11 de junio de 2011 |
| 218,598 km | Alain Burger        | Francia         | 6-12 de junio de 2010 |

### Femeninas
| Marca      | Atleta               | Nacionalidad | Fecha                 |
| ---------- | -------------------- | ------------ | --------------------- |
| 616,025 km | Nicoletta Mizera     | Italia       | 5-11 de junio de 2011 |
| 607,724 km | Martina Haussman     | Alemania     | 5-11 de junio de 2011 |
| 556,575 km | Josiane Pannier      | Francia      | 5-11 de junio de 2011 |
| 424,740 km | Simone Blanc         | Francia      | 5-11 de junio de 2011 |
| 371,665 km | Jacqueline Delassaux | Francia      | 6-12 de junio de 2010 |
| 354,650 km | Magali Pannier       | Francia      | 5-11 de junio de 2011 |
| 267,544 km | Anne Aune            | Francia      | 5-11 de junio de 2011 |
| 266,184 km | Simone Niclass       | Suiza        | 3-9 de junio de 2012  |